# Buvlja pijaca
Buvlja pijaca četvrti je studijski album srpskog rock/hard rock sastava Riblja čorba. Objavljen je 1982. u izdanju diskografske kuće PGP RTB.

## Popis pjesama
| Br. | Skladba                               | Trajanje |
| --- | ------------------------------------- | -------- |
| 1.  | »Draga, ne budi peder«                |          |
| 2.  | »U dva će čistači odneti đubre«       |          |
| 3.  | »Baby, baby i don't wanna cry«        |          |
| 4.  | »Slušaj sine obriši sline«            |          |
| 5.  | »Kad ti se na glavu sruši čitav svet« |          |
| 6.  | »Ja ratujem sam«                      |          |
| 7.  | »Pravila, pravila«                    |          |
| 8.  | »Kako je lepo biti glup«              |          |
| 9.  | »Neću da živim u bloku 65«            |          |
| 10. | »Dobro jutro«                         |          |

## Izvođači
- Bora Đorđević - vokal
- Radislav Kojić - gitara
- Momčilo Bajagić - gitara
- Kornelije Kovač - klavijature
- Miroslav Aleksić - bas
- Miroslav Milatović - bubnjevi